# Veran Matić
Veran Matić (en cyrillique : Веран Матић), né en 1962 à Sabac (Yougoslavie), est le fondateur et le dirigeant de B92, qui regroupe des médias de radio et de télévision. 
Pendant dix ans, il occupe le poste de président de l'Association des médias électroniques indépendants (ANEM), qui regroupe actuellement plus de cinquante stations de radio et de télévision locales indépendantes à travers tout le pays. 
Il est rédacteur en chef de la station de radio et de télévision phare à Belgrade B92 (RTV B92), qui comprend une station de radio, une chaîne de télévision, un service en ligne, une maison d’édition ainsi qu’un service culturel, une agence de concert et le centre culturel REX.
Né en 1962 à Šabac, en Serbie. Il étudie la littérature mondiale à la faculté de philologie de l'université de Belgrade.

## Carrière
Veran Matić est engagé dans le journalisme depuis 1984 au sein de médias alternatifs et jeunes à Belgrade, Zagreb et à Ljubljana. Il a commencé sa carrière à NTV Studio B, antenne de télévision auparavant indépendante. En mai 1989, il fonde la radio B92, première station de radio indépendante en Serbie.
Cette radio est interdite à plusieurs reprises, mais réussit à continuer d'émettre jusqu'en avril 1999, où elle est récupérée illégalement par un groupe étroitement lié au pouvoir. Le 24 mars 1999, quelques heures seulement avant le début des bombardements de l'OTAN, la station est à nouveau interdite, M. Matić est arrêté puis brièvement placé en détention. Malgré l'interdiction, la radio continue à émettre sur Internet jusqu’à sa reprise de service. 
Sous la direction de Veran Matić, Radio B92 crée et développe plusieurs secteurs :
- Le Pôle Internet - OpenNet, premier fournisseur d'accès Internet dans le pays.
- Samizdat B92 – société éditrice qui compte de nombreux titres, parmi lesquels des ouvrages de recherche sur les guerres en ex-Yougoslavie, ainsi que sur les droits des minorités. Il a également fondé trois magazines.
- Le Centre Culturel REX, lieu où se déroulent spectacles vivants et activités de la scène alternative et culturelle progressive.
- Une production cinématographique et audiovisuelle, lauréate de nombreux prix nationaux et internationaux.
- Une maison de production de disques qui fait la promotion de jeunes artistes prometteurs en Serbie.

En l’an 2000 il met en route et dirige sans doute l'un des plus grands projets régionaux de mise en réseau – avec l’intention de surmonter l'interdiction d’émission de B92. Avec l'aide de partenaires de Roumanie et de Bosnie-Herzégovine, M. Mati met en place un réseau, couvrant la majeure partie de la Serbie. Cela permet, au prix de grands efforts, d'informer objectivement les citoyens au sujet de la grande marche sur Belgrade, a abouti au changement silencieux du régime. C'est ainsi que naît la télévision B92, qui commence à émettre à Belgrade le 5 octobre 2000, par satellite et à travers les réseaux de diffusion régionaux.
Au lendemain des changements démocratiques, les radio et télévision B92 poursuivent le développement d'un journalisme indépendant et professionnel. 
En décembre 2000, la RTV B92 organise une conférence sur les médias électroniques, en coopération avec le Conseil de l'Europe, intitulée « Médias pour une Europe démocratique ».
(http://www.b92.net/events/conference/) 
En mai 2001, la RTV B92, organise une conférence sur les thèmes « vérité, responsabilité et réconciliation » intitulée « À la recherche de la vérité et de la responsabilité - vers un avenir démocratique ». (http://www.b92.net/trr/eng/) 
En février 2002, la RTV B92 organise à Belgrade une conférence internationale, en collaboration avec le Centre d'action contre la guerre, concernant l'ouverture des dossiers de la police secrète.
(http://www.b92.net/konferencije/dosije/index.php) 
La responsabilité civique a toujours été la colonne vertébrale de la politique de B92. Veran Matić a développé B92 comme une société de médias socialement responsable, en initiant une série de grandes campagnes humanitaires et sociales pertinentes, telles que :
1. les dons de sang volontaire
2. le don d’organes
3. le développement de la banque de donneurs potentiels de moelle osseuse
4. une grande campagne de prévention contre le cancer du sein qui a abouti à la collecte des fonds nécessaires pour l’achat de la première unité de mammographie mobile qui est utilisé pour un contrôle médical régulier des femmes de plus de 45 ans.
5. la construction de foyers sociaux pour les victimes de violence conjugales. À ce jour, trois ont été construits et deux sont en chantier.
6. les « clowns docteurs » sont également un projet du Fond B92
7. fin 2009 une grande initiative nommée « nourriture pour tous » est lancée. Elle a pour objectif de venir en aide aux cuisines populaires et aux personnes les plus démunies en Serbie (des denrées alimentaires d'une valeur de plus d'un million d'euros ont été recueillies).

Un livre traitant de la manière dont Veran Matić a fondé et dirigé B92 a été publié sous le titre :
- This is Serbia Calling de Matthew Colin, édition anglaise
- ou Guerrilla Radio - Serbia's Underground Resistance pour l’édition américaine, traduite en Malaisie, au Brésil (Radio Gueririlha[1]) et en Serbie, ou un scénario pour un long métrage est en préparation.

Sur ce sujet, en Serbie, est également publié le livre Talasanje Srbije de Dušan Masić.

## Activités éditoriales
Coéditeurs avec Dejan Ilić de : Istina, odgovornost, pomirenje: Primeri u Srbiji (Vérité, responsabilité et réconciliation : exemples en Serbie) (coauteurs et éditeurs : Dejan Ilić et Veran Matić), [Belgrade : Samizdat B92, 2000] Truths, Responsibilities, Reonciliations: The Example of Serbia (Dejan Ilić and Veran Matić, éd., [Belgrade: Samizdat B92, 2000]) 
Les articles de presse de Veran Matić ont été publiés par : The New York Times, The New York Book Review, The Wall Street Journal, Index on Censorship, Frankfurter Allgemeine Zeitung, Le Monde, The Nation, et bien d'autres. 
Veran Matić a obtenu de nombreuses récompenses internationales pour ses nombreux travaux au cours des vingt dernières années. 
Parmi les plus importantes :
- 1993 - Prix annuel du Comité pour la défense des journalistes (Committee to Protect Journalists – CPJ), basé à New York.
- 1998 - Prix « Olof Palme Memorial Fund », qu’il a remporté pour son professionnalisme journalistique, tout comme Viktor Ivančić, rédacteur en chef de l'hebdomadaire croate indépendant Feral Tribune et Senad Pećanin, rédacteur en chef de l'hebdomadaire Dani de Sarajevo.
- 1999 - Lors du sommet annuel du Forum économique mondial, il est désigné comme l'un des cent chefs de file de l'avenir mondial (GLT - Global Leaders of Tomorrow) avec Veton Surroi, rédacteur en chef du quotidien Koha Ditore du Kosovo, et Saša Vučinić, directeur de la société « Media Development Loan Fund », en tant que des représentants de la région de l’Europe du Sud-est.
- 1999 - Prix de l’école de journalisme Annenberg, de l’Université de Californie, pour son courage journalistique. (USC Annenberg School for Communication)
- 1999 - Prix pour la justice sociale de l’association : « les enfants qui unifient les peuples » (Social Justice Award Children Uniting Nations).
- 1999 - Prix Ilaria Alpi, dédié à la mémoire du journaliste de la Rai TG3 qui a été tué dans des circonstances suspectes à Mogadiscio.
- 2000 – l’Institut international de journalisme l'a nommé parmi les 50 héros de la liberté de la presse (International Press Institute – IPI, World Press Freedom Heroe).
- 2004 – prix du journalisme de la Ville de Belgrade pour l’année 2003 récompensant son engagement constant pour l'objectivité, l’équité de l’information et le respect des droits de l’Homme et du citoyen.
- 2009 - Veran Matić, président du conseil exécutif de B92 reçoit la plus haute distinction française, il est fait chevalier de l'Ordre de la Légion d'Honneur pour le combat qu’il a mené et qu’il mène à la tête de B92 pour la liberté de la Presse.

Prix reçus par la RTV B92 :
1993 - Prix de la Paix. Par le mouvement danois pour la paix.
- 1993 - La Plume de la paix remise par l’organisation pacifiste flamande.
- 1996 - Radiostation Jahres (radio de l’année), Medienhilfe, Suisse.

Grand Prix du Prix Europe, prix décerné par le plus grand festival radiophonique mondial, pour la campagne intitulée « Défense de la dignité ».
- 1998 - Free Media Pioneer, l'IPI et la Fondation Forum
- 1998 - Prix pour la Solidarité décerné par l'AMARC - Association mondiale de stations radiophoniques qui regroupe plus de 1000 radios de par le monde.
- 1998 - Prix Free Your Mind décerné par MTV Europe, reconnaissance du travail de B92 pour la promotion de la tolérance et le respect des droits de l'Homme.
- Remise de la Médaille Robert Schuman par le Parti populaire européen au sein du Parlement européen.
- 2000 – Prix Women's Peacepower Media pour ses réalisations dans le domaine de l'Internet.
- 2001 - Université des Arts de Belgrade récompense B92 pour son soutien apporté au travail artistique des étudiants et des professeurs, ainsi que pour le développement de ses programmes d’information.
- 2003 - B92.net est élu « Meilleur produit IT dans la catégorie des sites web nationaux » par le magazine de micro-informatique PC World, leader dans le pays.
- 2004 – Les journalistes Milorad Vesić de la RTV B92, et Zeljko Perasović, correspondant pour B92 en Croatie sont les lauréats du prix « Liberté des médias – un signal pour l’Europe 2003 » décerné à Vienne par la branche autrichienne de l'organisation internationale pour la liberté des médias : Reporters sans frontières en 2003 pour son journalisme d'investigation.
- 2004 - Antonella Riha remporte le prestigieux prix national de journalisme Jug Grizelj pour « la plus importante réalisation dans le journalisme d'investigation au service de la suppression des frontières et du développement de l'amitié entre les peuples ».
- 2004 - B92.net – L’organisation Société de Serbie pour les relations publiques a décerné un prix aux meilleures entreprises et organisations dans le domaine de la gestion des relations publiques, et B92.net a reçu le prix pour la catégorie : nouveaux médias / sites Internet.
- 2004 - B92.net – le site web de B92 a reçu un prix UEPS (Association pour la promotion de l’économie en Serbie) dans la catégorie « Nouveau média pour le perfectionnement professionnel ».
- 2005 - B92.net – Prix du meilleur site web d’information décerné par le magazine PC Press.
- 2005 - Zaharije Trnavčević - B92, RTS, Blic, l'Association des journalistes indépendants de Serbie, l'Association des médias électroniques indépendants et le ministère de l'agriculture ont décerné à Zacharije Trnavčević un prix pour l'ensemble de ses réalisations.
- 2005 - B92 - Prix annuel spécial de l'UNICEF pour la qualité de l’information sur les enfants et les droits de l'enfant
- 2005 - B92.net – Prix IT Globus, qui récompense le meilleur site Web décerné par le Journal Micro-PC World.
- 2005 - Brankica Stanković – Prix de l’Association des journalistes indépendants de Serbie pour l'éthique et le courage « Dušan Bogavac ».
- 2006 - Brankica Stankovic - Prix « Jug Grizelj » qui récompense la plus importante réalisation dans le journalisme d'investigation au service de la suppression des frontières et du développement de l'amitié entre les peuples.
- 2006 - Mark Vidojković - Prix « Kočićevo Pero » (la plume de Kočić) qui est décerné quatre fois par an aux écrivains qui poursuivent par la beauté de leur expression littéraire l’héritage de la pensée de Petar Kočić.
- 2006 - L'équipe de création B92 reçoit le prix BiZart 2006 pour le meilleur partenariat entre les secteurs du design et de l’entreprise.
- 2006 - Srdjan Valjarević - Prix « Biljana Jovanović » remis par la Société littéraire serbe, qui récompense le meilleur roman en langue serbe.
- 2006 - Svetlana Lukić et Svetlana Vuković – Prix de journalisme de la Ville de Belgrade pour l’année 2005.
- 2006 - Jasmina Seferović - Premier Prix NUNS (Association des journalistes indépendants de Serbie) pour le journalisme télévisé pour les jeunes journalistes.
- 2006 - Jasna Janković – Deuxième Prix NUNS (Association des journalistes indépendants de Serbie) pour le journalisme d’investigation dans la catégorie journaliste expérimenté.
- 2006 - Jugoslav Ćosić – Prix « Stanislav Staša Marinković » décerné par le quotidien Danas.
- 2006 - B92, Janko Baljak et Drago Hedl – Prix Human Rights décerné lors du 12e festival de films de Sarajevo pour le meilleur documentaire du programme régional de documentaires sur les thématiques des droits de l'Homme.
- 2006 - Dušan Šaponja et Dušan Čavić - Deuxième prix au premier festival régional de miniatures télévisées « Press vitez ».
- 2006 - Darko Arsić – récompense d’argent pour le montage au premier festival régional de miniatures télévisées « Press vitez ».
- 2006 - Anja Abramović - Grand Prix au premier festival régional de miniatures télévisées « Press vitez ».
- 2006 - Ana Veljković - Prix décerné par le Bureau d’intégration européenne de Serbie pour la meilleure émission télévisée long format sur le processus d'intégration européenne de la Serbie en 2006.
- 2007 - Philip Švarm – Prix du journalisme Jug Grizelj – ce prix récompense la plus importante réalisation dans le journalisme d'investigation au service de la suppression des frontières et du développement de l'amitié entre les peuples.
- 2007 - Peščanik, Radio B92 – Prix Reporters sans frontières, Autriche.
- 2007 - Télévision B92 – Prix Grand Superbrend dans la catégorie médias numériques et Internet.
- 2007 - Philip Švarm – Prix NUNS (Association des journalistes indépendants de Serbie) et de l’ambassade des États-Unis pour le journalisme d’investigation pour la série documentaire Jedinica (l’unité) réalisé en coproduction : « Vreme Film » et TV B92.
- 2007 - Igor Oršolić – Prix du Soutien-gorge d’argent pour la réalisation du générique de l’émission Štiklom u vrata.[réf. nécessaire]
- 2007 - B92.net - Prix de la Société pour les relations publiques du meilleur et du plus utile portail Internet.
- 2007 – Fond B92 - Prix pour le lancement de la campagne « Sigurna kuća » (maison sûre) pour sa contribution exceptionnelle à la promotion et l’encouragement de la culture de mécénat d'entreprise, la philanthropie et la responsabilité sociale.
- 2007 - B92 - VIRTUS, premier prix, pour la contribution au niveau national du mécénat d'entreprise.
- 2007 - B92 - VIRTUS, prix spécial pour la contribution médiatique en faveur du mécénat d'entreprise.
- 2007 - Dušan Šaponja et Dušan Čavić - Médaille de bronze au Festival Press Vitez du journalisme dans la catégorie jeune journalisme la miniature télévisée « Marka žvaka - Red za penzije ».
- 2007 - Sandra Mandić - Médaille d’or au Festival Press Vitez du journalisme dans la catégorie jeune journaliste pour le documentaire court-métrage.
- 2007 - B92.net – Premier Prix du meilleur site Web au Webfest.
- 2008 - B92 - Premier Prix de la meilleure chaîne de télévision du magazine Status.
- 2008 - Danica Vučenić - Troisième Prix du meilleur journaliste du magazine Status, 2007.
- 2008 - Jugoslav Ćosić - Deuxième prix du meilleur journaliste du magazine Status, 2007.
- 2008 - Srdjan Valjarević - Prix du meilleur ouvrage dans le réseau des bibliothèques publiques de Serbie dans le domaine littéraire, littérature et essai scientifique, en 2007 pour le roman KOMO, édité par Samizdat B92 de Belgrade.
- 2008 – Projet « Sigurna ženska kuća » (Maison sûre pour femmes) – Prix pour la meilleure initiative dans le secteur non-gouvernemental. Les services sociaux ont pu, grâce à ce projet, venir en aide aux femmes qui étaient le plus confrontés aux problèmes de violences conjugales. Ces foyers sociaux (Maisons sûres) ont garanti la paix à leurs protégées et 90 pour cent d’entre elles a pu trouver un emploi à la sortie et ainsi obtenu une chance de commencer une nouvelle vie. Vesna Stanojević a reçu le prix au nom du foyer.
- 2008 - Danica Vučinić – Prix de journalisme de la Ville de Belgrade.
- 2008 - Igor Oršolić - GRIFON 2008 dans la catégorie infographie pour films, vidéo et télévision.
- 2008 - Mirko Kovač – Prix « Meša Selimović » pour le roman Grad u zrcalu (la Ville dans le miroir).
- 2008 - Brankica Stanković - Prix du « Dr Erhard Busek » décerné par l'Organisation des médias de l'Europe du Sud Est (SEEMO), basé à Vienne, pour sa contribution à une meilleure compréhension de la région.
- 2008 - Srdjan Valjarević - deuxième prix de littérature pour l’Europe du Sud Est « Austria Bank literaris 2008 », décerné au salon du livre de Vienne.
- 2008 - Jugoslav Ćosić - Prix « Ricardo Ortega » pour le journalisme télévisé décerné par l’UNCA - l'Association des correspondants des Nations unies.
- 2008 - Aleksandra Stanković - Deuxième prix du programme de BIRN dans le cadre des bourses de journalisme dans les Balkans.
- 2008 - B92.net – « IT Globus » du magazine Mikro pour le meilleur portail Internet en Serbie
- 2008 - RTV B92 - Prix de la responsabilité sociale du groupe Economist Media.
- 2008 - Nikola Radojčić – Prix pour le meilleur panneau publicitaire en 2008 : « Sada je kasno za kacigu - Ne prizivaj nesreću » (Il est trop tard pour le casque – ne risque pas l’accident).
- 2008 - B92 – Prix VIRTUS spécial pour l'apport médiatique dans le domaine du mécénat d'entreprise.
- 2008 - Branka Stamenković, alias Krugolina Borup – Prix Disruption 2008 décerné pour son blog qui contribue à l'amélioration de la qualité du travail et les conditions d’accueil dans les maternités en Serbie.
- 2009 - Veran Matić, président du comité exécutif de B92 - lauréat de la plus haute distinction française, l'Ordre de la Légion d'Honneur avec le grade de chevalier pour le combat qu’il a mené et mène encore à la tête de B92 pour la liberté de la presse.

## Autres réalisations
Parmi les conférences auxquelles Veran Matić a participé à titre de conférencier :
- Europe turbulente : conflits, identité et culture, EFTSC, Londres, juillet 1994.
- Diplomatie virtuelle : révolution de la communication globale et gestion des conflits, U. S. Institute for Peace, Washington, avril 1997.
- Les médias au service de la vie : la protection des populations civiles dans les conflits, International Center for Humanitarian Reporting, Boston, avril 1997.
- Tradition et transition du journalisme d'information : Freedom Forum, Forum européen des médias, Londres, mai 1997.
- Série de conférences « Cantigny » : la révolution de l'information et son impact sur les fondements du pouvoir de certaines nations, Fondation McCormick Tribune et Centre d’études stratégiques et internationales, septembre 1997.
- Emettre dans des zones de conflit : Institut américain pour la paix et Voice of America, Washington, octobre 1997.
- La future architecture de l'Europe : organisée par les groupes parlementaires libéraux-démocrates et réformateurs du Conseil de l’Europe à Baden-Baden, Allemagne, 23-24 janvier 1999.
- Conférence annuelle des études internationales de 1999 : Washington DC, février 1999.